# Маршал, мы здесь!
Маршал, мы здесь! (фр. Maréchal, nous voilà !) — песня в честь маршала Петена, автор слов — Андре Монтагар (1888—1963), авторы музыки — Андре Монтагар (Andre Montagard) и Шарль Куртью (Charles Courtioux, 1890—1946). После обретения единоличной власти, Петен изменил государственную символику, а также ввёл и пересмотрел множество различных законов. Эти меры получили собирательное название «Национальная революция» (фр. Révolution nationale) и были призваны избавиться от наследия Третьей республики, политический строй которой Петен не одобрял и обвинял в поражении страны. Гимном Франции де-факто стала песня «Маршал, мы здесь!». Она исполнялась на официальных мероприятиях сразу после «Марсельезы». После того, как немцы потребовали запретить «Марсельезу», песня стала фактическим гимном Франции.
Официально считалось, что песня была написана в 1940 г. На самом деле, авторы просто создали новые слова на музыку марша в честь «Тур де Франс»: «Берегитесь, они идут! Всадники, гиганты дорог…» (фр. Attention, les voilà! les coureurs, les géants de la route…). Музыка, в свою очередь, представляла собой плагиат — за основу была взята мелодия «La margoton du bataillon», автор которой, композитор Казимир Оберфельд, будучи евреем, погиб в 1945 году в Освенциме.
Продолжая ту же пропагандистскую линию, Монтагар и Куртью в сотрудничестве создали ряд других пропагандистских песен на ту же тему: «Франция завтрашнего дня» (фр. La France de demain), «Посеем зерно просвещения» (фр. Semon le grain de la lumière) и др.

## Текст
| Текст на французском Une flamme sacrée Monte du sol natal Et la France enivrée Te salue Maréchal Tous tes enfants qui t’aiment Et vénèrent tes ans À ton appel suprême Ont répondu présent Maréchal nous voilà Devant toi, le sauveur de la France Nous jurons, nous, tes gars De servir et de suivre tes pas Maréchal nous voilà Tu nous as redonné l’espérance La patrie renaîtra Maréchal, Maréchal, nous voilà Tu as lutté sans cesse Pour le salut commun On parle avec tendresse Du héros de Verdun En nous donnant ta vie Ton génie et ta foi Tu sauves la patrie Une seconde fois Maréchal (Maréchal) Nous voilà (nous voilà) Devant toi, le sauveur de la France Nous jurons (nous jurons) Nous, tes gars (nous tes gars) De servir et de suivre tes pas Maréchal (Maréchal) Nous voilà (nous voilà) Tu nous as redonné l’espérance La Patrie (la Patrie) Renaîtra (renaîtra) Maréchal, Maréchal, nous voilà Maréchal nous voilà Devant toi, le sauveur de la France Nous jurons, nous, tes gars De servir et de suivre tes pas Maréchal nous voilà Tu nous as redonné l’espérance La patrie renaîtra Maréchal, Maréchal, nous voilà | Дословный перевод Священное пламя Поднимается с родной земли, И восторженная Франция Приветствует тебя, Маршал! Все твои дети, которые тебя любят И отдают почтение твоим годам, На твой последний приказ Ответили «Есть!» Маршал, мы здесь! Перед тобой, спаситель Франции! Мы клянёмся, твои сыновья, Служить и следовать за тобой. Маршал, мы здесь! Ты вернул нам надежду. Родина возродится! Маршал, маршал, мы здесь! Ты боролся непрестанно Ради общего блага. Все говорят с восхищением О герое Вердена. Посвятив нам свою жизнь, Свой гениальный ум и свою веру, Ты спасаешь Родину Во второй раз. Маршал, (Маршал) Мы здесь! (Мы здесь!) Перед тобой, спаситель Франции! Мы клянёмся, (Мы клянёмся) Твои сыновья, (Твои сыновья) Служить и следовать за тобой. Маршал, (Маршал) Мы здесь! (Мы здесь!) Ты вернул нам надежду. Родина (Родина) Возродится! (Возродится!) Маршал, маршал, мы здесь! Маршал, мы здесь! Перед тобой, спаситель Франции! Мы клянёмся, твои сыновья, Служить и следовать за тобой. Маршал, мы здесь! Ты вернул нам надежду. Родина возродится! Маршал, маршал, мы здесь! |